# 飯山市立戸狩小学校
飯山市立戸狩小学校（いいやましりつ とがりしょうがっこう）は、長野県飯山市にある公立小学校。2025年3月31日に閉校予定。

## 概要
校章
- 校章は円形で、円満に成長する姿を象徴し、両手を差し伸べて戸狩を支える郷土愛を表すとともに、地の緑色は豊かな自然を、文字の白色は雪を象徴している。

校歌
- 作詞：藤巻幸造　作曲：月岡弘一

## 沿革
- 大田小、温井小、一山小、柏尾小、常盤小照里分校の5校が統合して新たに開校。
- 2016年4月（平成28年4月）、岡山小学校が廃校になり、戸狩小に統合される[2]。
- 2024年10月18日（金）
  - 閉校記念音楽会が開催された[3]。
- 2024年11月10日（日）
  - 戸狩小学校閉校記念イベント「ありがとがり フェスティバル」が開催された[4]。

## 児童・職員数
全校児童96名、職員29名（令和6年4月）

## 通学区域
大字瑞穂豊、大字照里、大字豊田、大字常郷、大字一山、大字照岡

## 進学先の中学校
- 飯山市立城北中学校

## 周辺
- 飯山市保育園 とがり保育園 - 約500m
- 戸狩野沢温泉駅（JR飯山線） - 約1km
- 飯山市立城北中学校 - 約1.6km
- 長野県飯山高等学校 - 約7.7km